# Stephanopis monulfi
Stephanopis monulfi är en spindelart som beskrevs av Pater Chrysanthus 1964. Stephanopis monulfi ingår i släktet Stephanopis och familjen krabbspindlar. Inga underarter finns listade i Catalogue of Life.